# Győrasszonyfa
Győrasszonyfa é um município da Hungria, situado no condado de Győr-Moson-Sopron. Tem 6,48 km² de área e sua população em 2015 foi estimada em 509 habitantes.